# Lazaret Meljine
Lazaret u Meljinama je medicinska ustanova koju su izgradili Venecijanci još davne 1732. godine nedaleko od Herceg Novog (Crna Gora) u naselju Meljine na samoj obali mora. To zdanje je sačuvano do današnjeg dana, a u svojoj istoriji je obavljalo funkciju karantina, a takođe je iz njega dobijana dozvola za uvoz i izvoz razne robe.

## Geografski položaj
Meljine je malo primorsko, turističko mesto u Bokokotorskom zalivu, pripada opštini Herceg Novi (Crna Gora).
Naselje se nalazi 3 kilometra istočno od Herceg Novog i 2 kilometra zapadno od Zelenike, a šetalištem „Pet Danica“, odnosno obalom, je povezano preko Herceg Novog sa Igalom. Najvažniji kulturno-istorijski spomenik u Meljinama je Lazaret, koji datira još iz 1732. godine. Blizu njega se nalazi i velika bolnica koja je izgrađena u doba Mlečana i sačuvana je sve do danas.
Iz Meljina preko planine Orjen može se doći do Trebinja, odnosno do Bosne i Hercegovine. Taj put za oko 150 kilometara skraćuje dosadašnji put od Srbije i BiH ka crnogorskom primorju.

## Istorija
Teritorija okolo Kotora se nalazila pod vlašću Osmanske imperije nešto više od dva veka, pošto su 1482. godine odatle oterali Venecijance. Kada su Venecijanci 1688.godine uspeli da pobede Turke i zauzmu Herceg Novi, bilo je neophodno u potpunosti izmeniti turski društveni sistem, koji je bio jako zastareo i nije odgovarao tadašnjim savremenim normama. Te teritorije su uključene u sastav provincije koja se zvala Venecijanska Albanija.
Jedan od najvažnijih zadataka nove vlasti bilo je obezbediti zdravlje ljudi. Osim toga, oslobodivši Herceg Novi, prvi grad na ulazu u Boku Kotorsku, Venecijanci su hteli da naprave luku od njega i zbog toga je gradu bio neophodan Lazaret. On je u stvari bio karantin i imao je praktično istu funkciju kao što danas ima veterinarska inspekcija, odnosno davao je dozvolu za uvoz i izvoz razne robe i tome slično. Jednom rečju to su bile tri organizacije u jednoj.
Prvi Lazaret bio je organizovan već 1700.godine i nalazio se u samom Herceg Novom, nedaleko od starog grada, malo ispod katoličkog manastira Sv. Antuna ( otprilike udesno i malo niže sadašnjeg pozorišta). On je postojao nekoliko godina, zatim je bilo rešeno da se sruši zbog opasnosti od klizišta jer se Herceg Novi nalazi na steni, a okolo su neprekidne padine.
Novi Lazaret su sagradili malo dalje od grada u selu zvanom Meljine, na samoj obali mora. To je bio čitav kompleks objekata sa atrijumom i svojom ličnom crkvom. Spoljašnje je podsećao na malu tvrđavu, sa jednom razlikom što njegovi zidovi nisu bili tako visoki kao kod tvrđava i nije bilo puškarnica. Izgradnja Lazareta je bila završena 1732.godine. Austrijanci, koji su došli ovamo posle sto godina, koristili su objekte Lazareta za vojne potrebe.
1797. godine oblast venecijanske Albanije je postala deo Napoleonovog kraljevstva Italije, a zatim je 1809. godine uključena u francuske Ilirske oblasti. Već 1814. godine ove teritorije su ušle u sastav Austrijske imperije, a od 1918. godine ulaze u sastav Kraljevine Jugoslavije. Sve ove promene nisu smetale Lazaretu da ostane sačuvan sve do danas.

## Vodovod
Do Lazareta u Meljinama je bio sproveden vodovod još davne 1741. godine iz Savinog manastira, koji se nalazi nedaleko na uzvišenju. Važno je napomenuti da je to bila sveta voda iz manastirskog izvora. Ogromno zdanje Lazareta se sačuvalo sve do današnjih dana, ali stari vodovod više nije u funkciji.

## Arhitektura
U izgradnji Lazareta u Meljinama Venecijanci su koristi klesani kamen vrhunskog kvaliteta, od koga su takođe i monasi iz manastira Savina izgradili crkvu koja se nalazi pored njega.
Arhitektura starog Lazareta u Meljinama, kao što je i karakteristično za vojnu bolnicu tog vremena, napominjala je više odbrambenu tvrđavu. Iza ogromnih I moćnih zidova nalazi veliko bolničko odeljenje u kojem su predusretljive venecijanske arhitekte napravile ne samo osnovni ulaz nego I pomoćni izlaz. Takođe ovde se nalaze još tri odeljenja manjih dimenzija. Osim toga, unutrašnje dvorište Lazareta u Meljinama ukrašava fontana I mala kapela posvećena svetom Roku.
Do Lazareta u Meljina se osim kroz Herceg Novi može doći i sa mora. Za te potrebe su Venecijanci izgradili dva pristaništa za brodove. Odatle se pruža veličanstven pogled na bolnicu u Herceg Novom koja je nežno sakrivena drvećem. Uvek zeleni borovi koji ponegde rastu I direktno iz zidova starog lazareta pridaju arhitekturi ove građevine duh stare tvrđave.

## Turizam
Danas se obavlja rekonstrukcija starog Lazareta kao i izgradnja turističkog kompleksa. U samom istorijskom zdanju Lazareta će biti savremeni hotel sa 5 zvezdica.

## Spoljašnje veze
- http://kromni.livejournal.com/216063.html%5B%5D
- http://portalanalitika.me/clanak/203415/zaboravljeni-dragulji-istorije-i-crnogorci-su-oslobodili-herceg-novi-prije-328-godina Архивирано на веб-сајту  (5. октобар 2017)